# 法定送存
法定送存（英語：legal deposit），即法律規定團體和個人將所發表的出版物呈繳至國家圖書館或其他指定的處所。需要法定送存的出版物一般為書籍和期刊，但有時也會包括其他媒體（例如錄音）等。不同國家對需要送存的出版物種類和需要送存的複本數目各有不同，以波蘭的十九份最多。2000年，聯合國教科文組織出版了訂立法定送存法例的指引。

## 各國狀況

### 美國
在美國，任何出版物出版後，必須交兩份予美國國會圖書館。外國出版者如果在美國賣書，亦須交兩本予美國國會圖書館。

### 巴西
巴西聯邦法律第10994條和12192條要求，巴西出版的書、音樂或期刊，必須送一個到巴西國家圖書館。

### 台灣
中華民國《圖書館法》中明定中華民國國家圖書館為中華民國出版品之法定送存圖書館，負責保存全國之圖書文獻，所有出版品皆需承繳給國家圖書館。
目前台灣完整保存政府出版品的寄存圖書館有十座，分別為一座立法院附屬圖書館、三座國立圖書館、二座大學圖書館、四座市（縣）立圖書館。
- 特別圖書館：立法院國會圖書館
- 國立圖書館：國家圖書館、國立臺灣圖書館、國立公共資訊圖書館
- 大學圖書館：國立臺灣大學圖書館、國立東華大學圖書館
- 市（縣）立圖書館：臺北市立圖書館、臺南市立圖書館、高雄市立圖書館總館與屏東縣立圖書館總館

### 香港
根據書刊註冊條例，在香港出版書後，出版者需在一個月之內，交出5本給政府，其中1本將送交公共圖書館。出版者違反此條例，就會被罰最高2000港元並留有案底。

### 中国大陆
在中国大陆，根据有关规定，凡初版图书，应向中国国家图书馆缴送3份，重印图书缴送1份。实际操作上，收缴的样书先保存于书刊保存本库和中文图书基藏库，然后送往北区中文图书阅览区进行开架阅览；部分图书会由国家图书馆另行购买、索要或由出版社呈缴一本复本并在中文图书借阅区开放借阅。

### 日本
1875年，東京書籍館（帝国图书馆前身）建立，而出版条例（后改为出版法）规定出版物须交文部省审查内容，其中1份转交给该馆送存。审查机关改为内務省后送存制度依然继续，直至第二次世界大战结束、1946年废除出版法的送存要求。
1948年，国立国会图书馆法制定，建立纯粹为图书馆收集用的送存制度。现时，依国立国会图书馆法第24条 - 第25条之2，国立国会图书馆为日本唯一的法定送存图书馆。送存的对象出版物包括图书、小冊子、期刊（杂志、报纸、年鑑）、乐谱、地图、微缩胶片、盲文资料，以及CD-ROM、DVD等包装形式的電子出版物（含音乐CD及游戏软件）等。
按法律规定，国家机关及类似机关、地方公共团体及类似机关为出版者时，必须于发行后立即送存；民间团体及个人为出版者时，必须于发行后30日内送存，对无正当理由不送存的民间出版者可处书籍零售价格5倍以下罚款。由于法律未规定民间出版者仅限商业出版，理论上自费出版及同人志也包括在内。民间出版者为有偿送存制，送存后可得到书籍零售价格一半左右的「代償金」。
操作中，国家政府部门的出版物先按法定送存份数交至行政、司法各部门设置的国立国会图书馆支部图书馆，再由各支部图书馆送至国立国会图书馆；而独立行政法人、地方公共团体等则多选择直接邮寄至国立国会图书馆。民间出版者多经由出版经销商及地方、小出版流通中心送存，不经经销商则须出版者自己直接送存。送存方式除邮寄外，还可选择直接造访国立国会图书馆。
实际上，据国立国会图书馆2007年的调查，经经销商送存的图书送存率为88%，而杂志为72%，CD、DVD等音像资料仅有39%。森川嘉一郎和藤本由香里指次文化（漫画、动画、游戏）领域很多出版物没有送存，亦有报道指漫画书籍不送存已成为惯例，更有研究称成人漫画的送存率不超过20%。有意见指由于二战结束前的送存制度是为了审查出版内容，有出版社可能因此而不愿送存；而藤本则称「有的色情系出版者卖点就是『官能』，成天和警察捉迷藏，就他们而言可能理由明确，『不想送存以后被抓到证据』」。